# Witold Woyda
Witold Woyda (Poznań, 10 maggio 1939 – New York, 5 maggio 2008) è stato uno schermidore polacco, vincitore di due medaglie d'oro, una d'argento ed una di bronzo nella scherma ai giochi olimpici e vincitore di una Coppa del Mondo di scherma.